# القراط (حزم العدين)

تعديل مصدري - تعديل

القراط محلة تابعة لقرية الغولة، التابعة لعزلة الاجعوم بمديرية حزم العدين إحدى مديريات محافظة إب في الجمهورية اليمنية، بلغ تعداد سكانها 104 حسب تعداد اليمن لعام 2004.